# Létai Sándor
Létai Sándor (Élesd, 1885. október 19. – Budapest, 1942. április 27.) építészmérnök. Egyike volt a három Létai fivérnek, akik nagy szerepet játszottak a magyar aviatika történetében.
A másik két testvér: Létai András (arany, gyémánt és vas diplomás építészmérnök, Felső Építőipari iskola tanára, a magyar építőipar kiváló dolgozója) és Létai Lajos (építészmérnök). A három fivér elkészítette az első teljesen magyar gyártmányú, működőképes repülőgépet, mellyel 1914. július 28-án (a napon melyen az Osztrák–Magyar Monarchia hadat üzent Szerbiának) repülő időtartam versenyen kétszeres első díjban részesült. Ezen a versenyen osztrák és magyar gyártású gépek mérték össze technikai erejüket.
A három fivér úgy került kapcsolatba a repüléssel, hogy Sándor és András ott voltak abban a tömegben, amelyik a budapesti Keleti pályaudvar melletti lovasegylet terén csodálhatta meg, az országban elsőként Blériot repülőgépét és ezzel a repülés fennköltségét. A Blériot féle repülőbemutató sikerének hatására, a főváros megrendezett egy nemzetközi repülőbemutatót, a Kőbányai Katonai Gyakorlótéren. Az érkező gépek befogadására hangárok épültek, melyek a bemutató után üresen maradtak. Ezeket később odaadták használatba a hazai repülés rajongóinak, hogy repülőgépeket építhessenek. A három Létai testvér is kapott egy hangárt, ahol mindjárt neki is láttak az építésnek.
Először háromszögtestű géppel próbálkoztak, de ez nem vált be, így maradtak a négyszögtestű mellett. A gépek nagy nehézségek között, de sikeresen elkészültek, a motor beszerzése viszont mindenkinek rendkívül nagy gondot okozott. A szerencse folytán, kapcsolat létezett a Létai és a Dedics testvérek között, kiknek motor javító és építő cége volt. Először egy kéthengeres motort kaptak, de ez gyöngének bizonyult, majd elkészült a géphez egy forgóhengeres úgynevezett Gnome féle motor, amely a légcsavart lánccal hajtotta. Ez is gyengének bizonyult, mert a légycsavar forgása erejének nagy részét elvesztette, a légellenállás folytán. Végül Dedics Kálmán szerkesztett egy héthengeres csillagmotort, mely bevált. A repülőgép szerkezete, műszaki szerkesztés nélkül, pusztán a Blériot féle gép, valamint az 1910-es Budapesti Nemzetközi Verseny gépeinek alapos tanulmányozása után készült.

## Gépeik

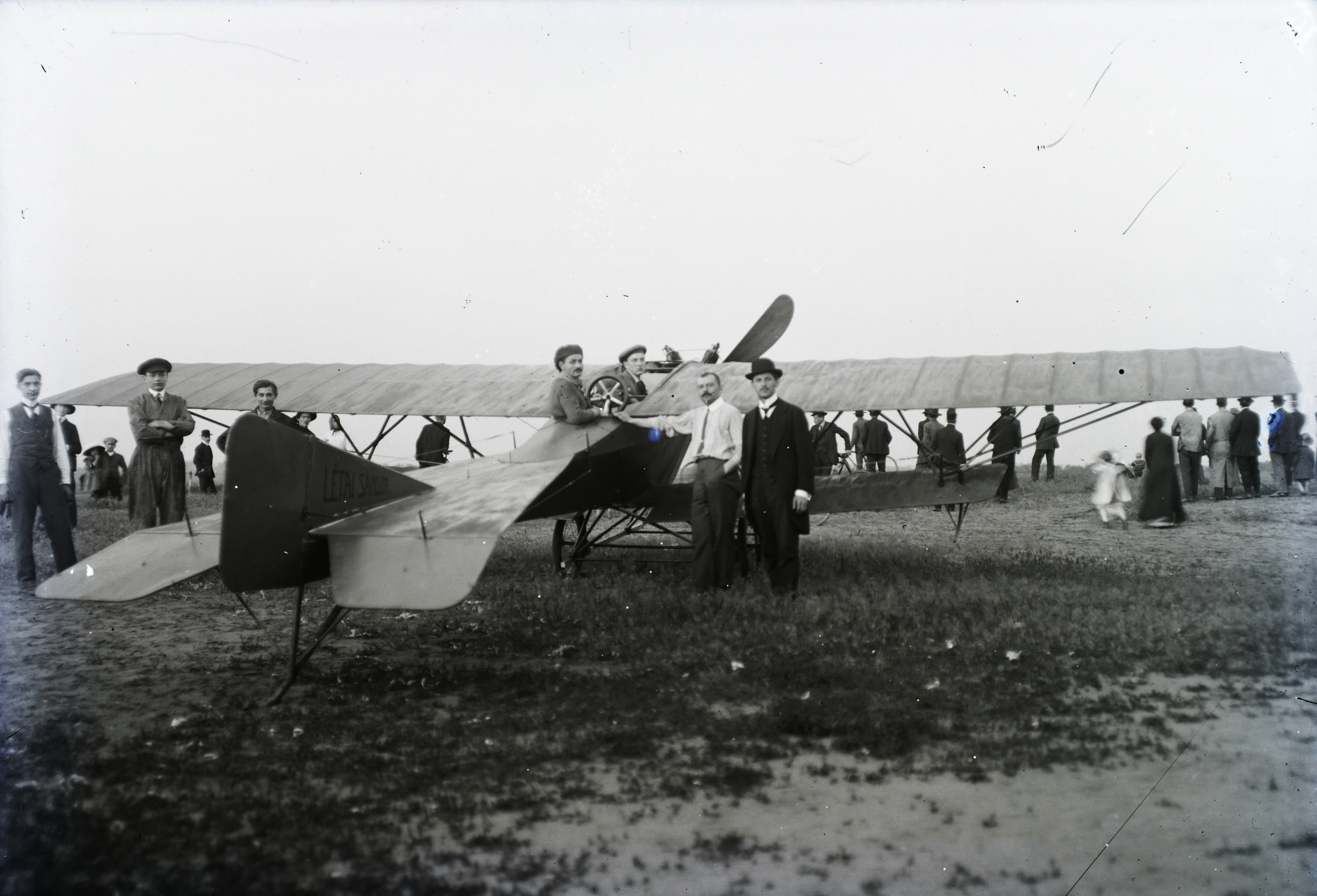
Létai Sándor repülőgépe

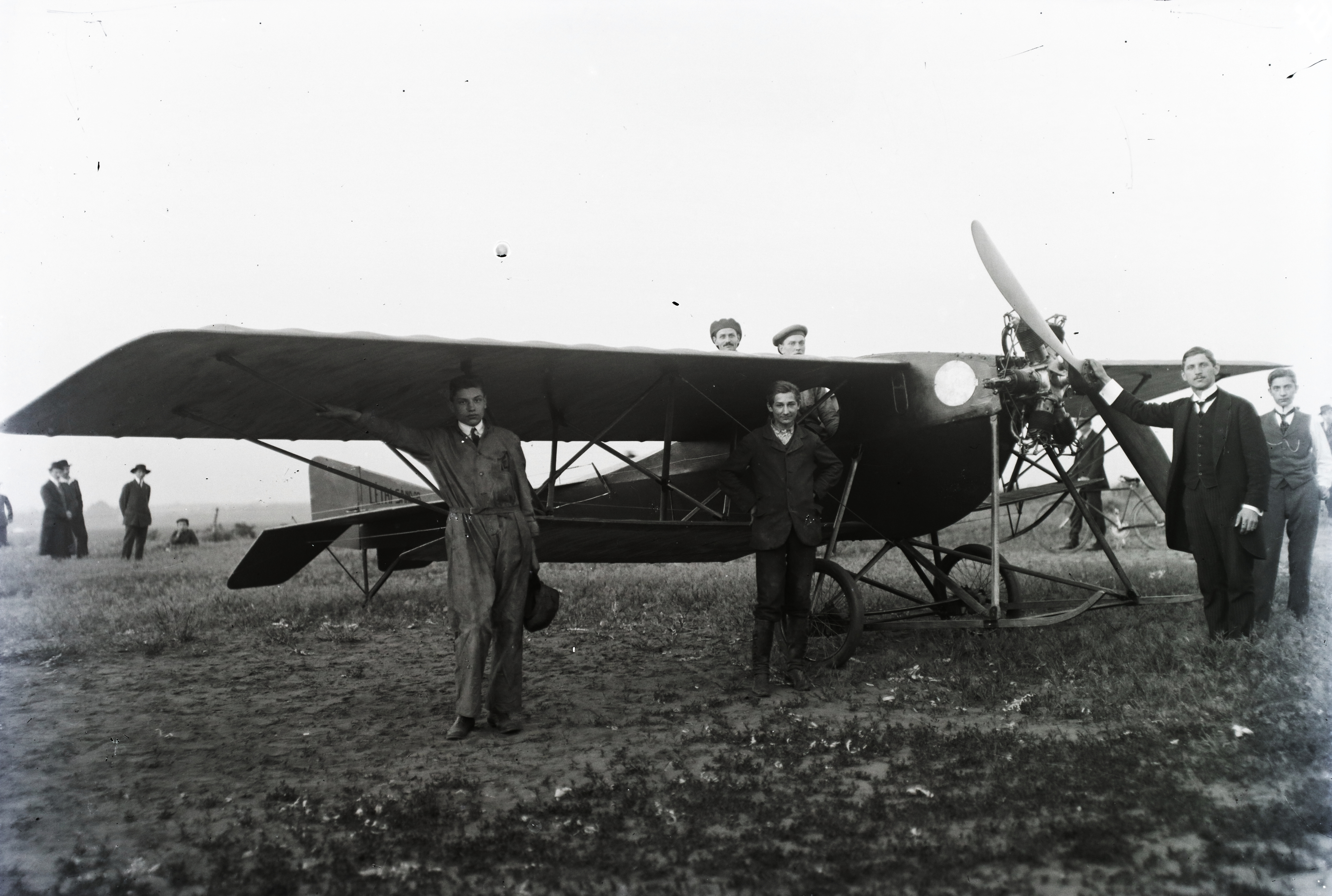
Létai Sándor 3. számú gépe

- Első gépük a Létai I. felsőszárnyas monoplán, 24 lóerős (LE) Adorján-Dedics Kálmán motorral felszerelve. Törzse felül hegyes, háromszög keresztmetszetű acélcső-szerkezet.
- Második gépük a Létai II. hasonló az elsőhöz, de 60 lóerős Dedics-csillagmotorra ellátott.
- Harmadik gépük a Létai III. másfélszárnyas sextiplán, kétüléses megfigyelő gép 60 lóerős Dedics-csillagmotorral készült. Repülőgépeinek Minár Gyula pilóta volt a berepülője, aki aztán ezzel a géppel tette le a pilótavizsgát.

Ebben az időben Pivny Aladár az Auto Club titkára, már vizsgához kötötte a pilóta engedélyt. A repülőgép 1912-ben indult első versenyén, Rákosmezőn, a Szent István napi versenyen. Ezek után következett a nevezetes verseny, melyet Pivny Aladár rendezett meg Pöstyénben, osztrák és magyar repülők részvételével 1914-ben. A versenyen megjelent az osztrák Daimler motorgyár kétfedelű "Taube" nevű gépe, Wittmann Viktor nevű pilótával.
Vasárnap délelőttre volt meghirdetve a verseny, de a zuhogó eső miatt nem tudták elkezdeni csak délután. Ekkor csak a Taube osztrák gép és a Létai testvérek gépe indult el, ugyanis a többi gép többszöri próbálkozás után sem indult, vagy nem tudott felszállni. A verseny így csak két gép között zajlott. Megindult az izgalmas várakozás. Egy óra múltán leszállt a Taube és Wittman pilóta első kérdése az volt, hol a Létaiék gépe. De a földön még nem lehetett tudni a másik gépről. Majd 1 óra 20 perc elteltével megjelent a magyar gép és sikeresen leszállt, majd Minár első szava az volt, miért nem nagyobbra lett készítve a benzintartály, mert akkor repült volna még tovább. Tehát Létaiék gépe a Dedics féle 7 hengeres motorral, 1 óra 20 perces repüléssel megnyerte a versenyt és ezen felül díjat nyert azért is, mert a gép az utolsó szögig magyar gyártmányú volt.
A háború sajnos mindent tönkre tett és utána véget is értek az ígéretes próbálkozások. A fivérek két ország területére kerültek. Sándor és András Budapesten maradt, míg Lajos visszaköltözött Élesdre, 1920 után Romániába. A kétszeres díjnyertes gépet a háború alatt, a Dedics testvérek leszerelték és elszállították. Nem tudni mi lett a sorsa. Viszont a pöstyéni repülőverseny kétszeres díjat nyert repülőgép modelljéről készült fénykép, a Létai fivérek repülőgépe címszó alatt, ki van állítva a Budapesti Közlekedési Múzeum, a repüléstörténetet bemutató épületében.